# Еник (марка аутомобила)
Еник (фр. Unic) је била француска компанија за производњу аутомобила и аутобуса, које је 1905. године у Питоу основао Жорж Ришар. Компанија је активан произвођач аутомобила до јула 1938. године. Након тога компанија је наставила да производи комерцијалних возила, задржавајући своју независност још четрнаест година пре него што је 1952. купила Симка са циљем да развије огранак за производњу комерцијалних возила.

## Порекло
Еник је основао Жорж Ришар након што је напустио Ришар-Брасие 1905. године. Ришар је на састанаку са финансијером бароном Ротшилдом договорио финансијска средства за оснивање нове фирме под називом "Société anonyme des automobiles Unic" са седиштем у Питоу. Циљ је била производња јединствених возила, а на самом почетку, компанија је производила лаке аутомобиле и такси возила са мотором са два и четири цилиндра.
Производња такси возила ће остати важна делатност више од три деценије, док Ротшилдова финансијска подршка гарантовала је компанији стабилност у критично време, непосредно након ратних година.

## Раст и промена
Иако производња лаких аутомобила у почетку била ограничавајућа, њихова популарност као такси возила довела је до проширења производње на доставна возила и друга мала возила специфичног стила. Мотор запремне 1943 cm³ снаге 12 КС (9 kW), са четири цилиндра (који се углавном користио за такси аутомобиле), био изузетно успешан и преживео у производњи скоро 20 година, (мотор је касније појачан на 2120 cm³). Током Првог светског рата, Еникова такси возила су учествовала у операцији на Марни. После Првог светског рата, нови четвороцилиндрични мотор (1847 cm³) је почео да се уграђује у такси возила овог произвођача.

## Први камион и смрт оснивача
У току 1922. године почела производњу камиона од три тоне, под називом Unic MSC што је означило почетак заокрета ка производњи већих комерцијалних возила. У тој години је такође Жорж Ричард, настрадао у саобраћајној несрећи на путу за Руан и на његово место долази Жорж Дубоа који је до тада био задужен за тестирање возила.

## Модели
- 1905 — Еник тип A1
  - Еник тип A2
  - Еник тип B1
- 1906 — Еник тип C1
  - Еник тип B2
  - Еник тип F1
- 1908 — Еник тип D1
- 1911 — Еник тип C7
  - Еник тип J1
  - Еник тип J2
  - Еник тип B8
- 1913 — Еник тип C9
  - Еник тип G
- 1919 — Еник тип J3
- 1922 — Еник тип L
- 1923 — Еник тип L3T3 спорт
  - Еник тип M2
- 1927 — Еник тип L61
- 1928 — Еник тип L91
- 1929 — Еник тип H1
- 1933 — Еник тип H3
  - Еник тип U4
- 1934 — Еник тип U6
  - Еник P107 - специјално полугусенично возило
- 1935 — Еник тип U4B
  - Еник тип U6B
- 1937 — Еник тип U4D
  - Еник тип U6C

- Путнички аутомобили
- 1909
- 1916
- 1924
- 1926

- Камиони
- Еник гусеничар P107 који је заробљен и од Вермахта, постављен у Музеју Великог домовинског рата, Москва, Поклонаја гора, Парк победе.
- Гусеница на моделу Еник P107 који је заробљен и од Вермахта, постављен у Музеју Великог домовинског рата, Москва, Поклонаја гора, Парк победе.
- Еник гусеничар P107 у Музеју наоружања, Француска.